# AZS Politechnika Świętokrzyska
Klub Uczelniany AZS Politechniki Świętokrzyskiej – polski wielosekcyjny klub sportowy, założony w 1968 i działający przy Politechnice Świętokrzyskiej.

## Sekcje ligowe

### Koszykówka
Zespół koszykówki mężczyzn występował w latach 80. i 90. XX wieku w III lidze. W 1987 zajął w tych rozgrywkach 3. miejsce, natomiast w latach 1988–1990 kończył zmagania na 2. pozycji. Istniała ponadto drużyna kobiet, w której w latach 90. występowała m.in. późniejsza reprezentantka Polski Anna Pater.
Ponownie do rozgrywek ligowych koszykarze AZS Politechniki Świętokrzyskiej przystąpili w 2010, rozpoczynając rywalizację w III lidze. W sezonie 2011/2012 wygrali swoją grupę i przystąpili do meczów barażowych o awans do II ligi, w których odnieśli jedno zwycięstwo i ponieśli dwie porażki, nie wywalczając promocji. W listopadzie 2012 sponsorem tytularnym drużyny została Galeria Echo. W sezonie 2013/2014 koszykarze AZS Politechniki ponownie przystąpili do gry o awans do II ligi. W turnieju barażowym, rozegranym w Wieliczce na przełomie marca i kwietnia 2014, zostali pokonani przez AZS Politechnikę Krakowską (58:65) i Regis Wieliczka (65:70) oraz zwyciężyli Skawę Wadowice (106:67), nie uzyskując promocji. W sezonie 2014/2015 kielecka drużyna wygrała 15 z 16 meczów, dzięki czemu zajęła 1. miejsce w swojej grupie III ligi. W turnieju barażowym o wejście do II ligi, rozegranym w kwietniu 2015 w Kielcach, przegrała wszystkie trzy spotkania i po raz kolejny nie wywalczyła awansu. W sezonie 2015/2016 kieleccy koszykarze ponownie bez powodzenia uczestniczyli w meczach barażowych o awans do II ligi. W 2016, w związku z reorganizacją rozgrywek, władze Polskiego Związku Koszykówki zaprosiły AZS PŚk do gry w II lidze w sezonie 2016/2017, z czego klub skorzystał.
W II lidze (grupa B) koszykarze AZS Politechniki Świętokrzyskiej zadebiutowali 24 września 2016, przegrywając we własnej hali z Turem Basket Bielsk Podlaski (43:76). Pierwsze i jednocześnie jedyne zwycięstwo odnieśli 2 października 2016, w 2. kolejce, pokonując Start II Lublin (83:57). Drugoligowy sezon 2016/2017 zakończyli na 14. miejscu w tabeli (bilans meczów: jedno zwycięstwo, 25 porażek), spadając do III ligi.
Osiągnięcia
- II liga:
  - 14. miejsce: 2016/2017

### Piłka nożna
Zespół piłki nożnej mężczyzn powstał w 1976 z inicjatywy Jerzego Baranieckiego, który został także jego pierwszym trenerem. Początkowo drużyna rozgrywała mecze towarzyskie oraz brała udział w turniejach akademickich. Następnie rywalizowała w klasie B i klasie A, awansowała także do czwartej rudny Pucharu Polski na szczeblu okręgu. W zespole oprócz Polaków występowali również studenci z państw arabskich.
Pod wodzą Jarosława Niebudka, pracującego na stanowisku trenera od jesieni 1989, zespół dotarł w sezonie 1991/1992 do finału okręgowego Pucharu Polski. W półfinale pokonał trzecioligowy KSZO Ostrowiec Świętokrzyski po serii rzutów karnych (5:3), natomiast w meczu decydującym o triumfie w całych rozgrywkach, rozegranym 9 czerwca 1992 w Busku-Zdroju, przegrał 2:5 z trzecioligową Bucovią Bukowa.
W sezonie 2002/2003 AZS Politechnika Świętokrzyska zajęła 1. miejsce w klasie A (19 zwycięstw, jeden remis i dwie porażki), dzięki czemu w latach 2003–2005 występowała w V lidze. W sezonie 2003/2004 wygrała w niej 15 meczów, sześć zremisowała i dziewięć przegrała, zajmując w tabeli 5. pozycję (bilans bramkowy: 55–29). W sezonie 2004/2005 kieleccy piłkarze odnieśli w V lidze 11 zwycięstw, zanotowali trzy remisy i ponieśli 16 porażek, kończąc rozgrywki na 11. miejscu z dorobkiem 36 punktów (bilans bramkowy: 46–53). Po 2005 piłkarze AZS Politechniki Świętokrzyskiej występowali w klasie okręgowej, klasie A i klasie B.
Osiągnięcia
- Klasa okręgowa:
  - 5. miejsce: 2003/2004

### Piłka ręczna
W 1975 zespół piłki ręcznej mężczyzn wywalczył awans do II ligi, jednak nie przystąpił do tych rozgrywek – oddał w nich swoje miejsce Broni Radom.
Do rozgrywek ligowych szczypiorniści AZS Politechniki Świętokrzyskiej przystąpili ponownie w 2010, rozpoczynając grę w II lidze. W debiutanckim sezonie 2010/2011 zajęli w niej 5. miejsce, w sezonie 2011/2012 uplasowali się zaś na 9. pozycji. Trenerem drużyny był w latach 2010–2012 Paweł Tetelewski, którego zastąpił Paweł Sieczka. W latach 2013–2015 zespół zajmował miejsca w środku drugoligowej tabeli. Jego najlepszym strzelcem był w tym okresie Marek Glita, który w sezonie 2014/2015 rzucił 133 bramki i został królem strzelców rozgrywek. W sezonie 2015/2016 szczypiorniści AZS PŚk wygrali 16 meczów, jeden zremisowali i trzy przegrali, zajmując 3. miejsce w tabeli (33 punkty) ze stratą czterech punktów do zwycięskiego ASPR-u Zawadzkie.
Osiągnięcia
- II liga:
  - 3. miejsce: 2015/2016

## Pozostałe sekcje

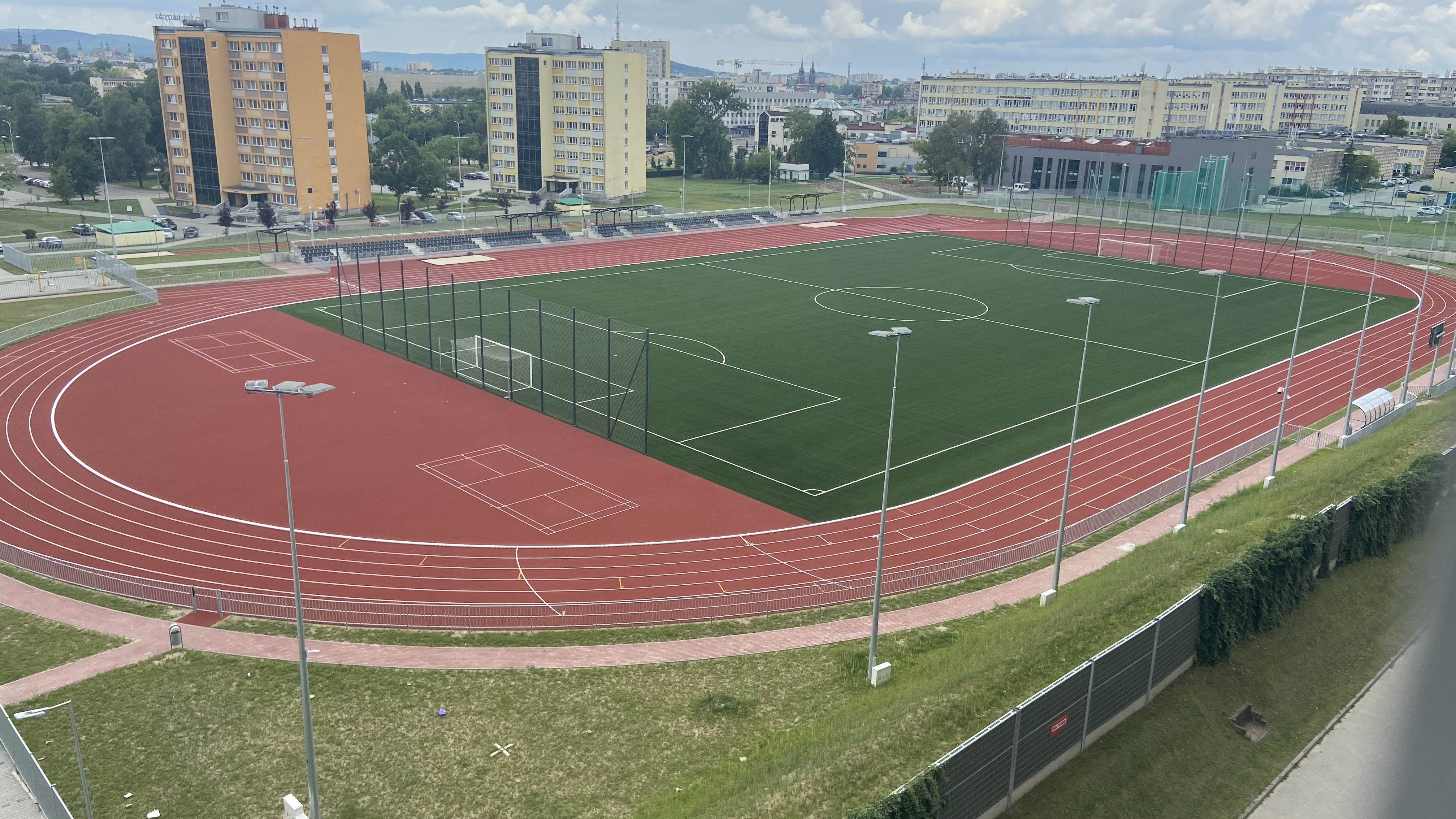
Kompleks sportowy oddany w 2021 roku - widok z parkingu Galerii Echo.

Pierwszą sekcją klubu była sekcja siatkówki mężczyzn. W 1983, po wygraniu rozgrywek makroregionalnych, drużyna prowadzona przez Mieczysława Cukrowskiego uczestniczyła bez powodzenia w barażach o wejście do II ligi. W styczniu 2011 została zawarta umowa pomiędzy Politechniką Świętokrzyską a Fartem Kielce, na mocy której powstał zespół siatkarski AZS Politechnika Świętokrzyska Fart II Kielce. W sierpniu 2011 pokonał on w meczu barażowym TKS Tychy (3:1) i awansował do II ligi. W sezonie 2011/2012 zajął w niej 7. miejsce.

W latach 1977–1981 w klubie istniała sekcja pływacka. Zespół badmintona występował w latach 80. XX wieku w II lidze. AZS w swojej historii prowadził także sekcje: ergometru wioślarskiego, jazdy konnej, karate, kolarstwa górskiego, kulturystyki, lekkoatletyki, narciarską, płetwonurków, siatkówki kobiet, strzelecką, szachów, tenisa stołowego, tenisa ziemnego i żeglarstwa (komandor Brunon Trych).

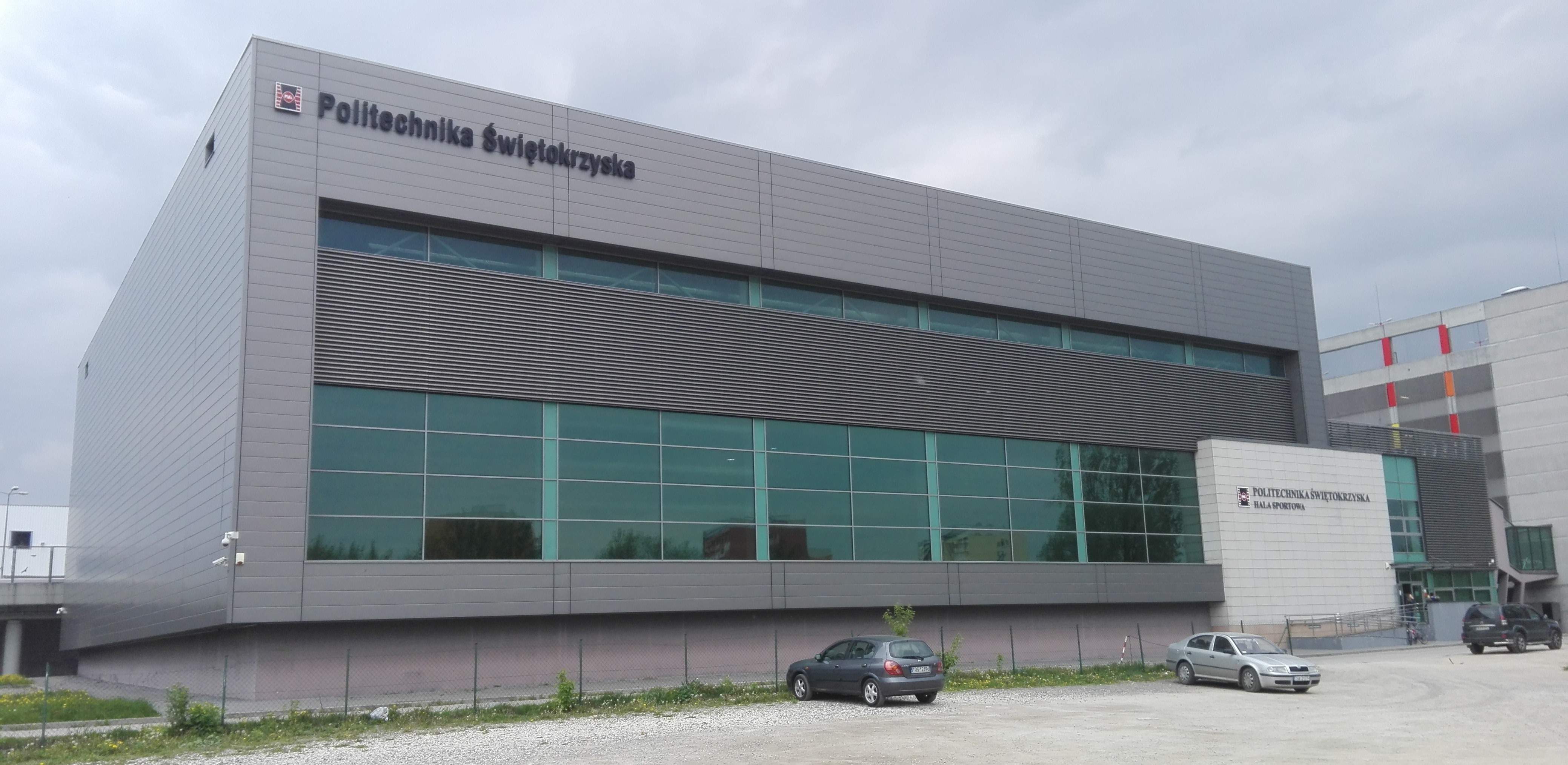
Hala sportowa Politechniki Świętokrzyskiej

## Baza sportowa
Początkowo zawodnicy klubu odbywali treningi w wynajętych obiektach szkół i hal sportowych. Zajęcia prowadzone były w Wojewódzkim Domu Kultury w Kielcach, hali widowiskowo-sportowej przy ul. Żytniej, w której swoje mecze rozgrywał m.in. zespół siatkarski, walczący o awans do II ligi w latach 80. XX wieku, oraz hali położonej przy ul. Jagiellońskiej, należącej do zespołu szkół budowlanych. Następnie utworzono salę sportową na bazie hali maszyn w budynku C Politechniki Świętokrzyskiej, powstały także korty tenisowe i boisko piłkarskie zlokalizowane w pobliżu stołówki akademickiej. Mniejszy plac do gry w piłkę nożną usytuowano przy akademikach.
W latach 2009–2010 spółka Echo Investment wybudowała halę sportową dla Politechniki Świętokrzyskiej. W zamian otrzymała prawo trzydziestoletniej dzierżawy terenu należącego do uczelni, na którym wybudowano parking dla Galerii Echo. Przekazanie hali Politechnice odbyło się pod koniec czerwca 2010. W obiekcie z trybunami dla 500 widzów znalazły się boiska do koszykówki, piłki ręcznej i siatkówki oraz siłownia i strzelnica.
28 czerwca 2021 roku otwarto nowy kompleks sportowy Politechniki, w którego skład wchodzą m.in.: pełnowymiarowe boisko do piłki nożnej, sześciotorowa bieżnia otaczająca boisko o długości 400 metrów, bieżnia ośmiotorowa o długości 130 metrów, rzutnie do rzutu młotem, oszczepem, dyskiem i kulą oraz skocznie do skoku wzwyż, w dal i o tyczce. Inwestycja kosztowała 18 mln zł.